# Erdöl Straße
Die Erdöl Straße (B 48) ist eine Landesstraße B in Österreich. Sie hat eine Länge von 21,9 km und führt von Wilfersdorf östlich von Mistelbach an der Zaya entlang der Zaya zur Staatsgrenze zur Slowakei bei Hohenau an der March.
Die Straße heißt Erdöl Straße, da sie an der Gemeinde Neusiedl an der Zaya vorbeiführt, die das Zentrum des österreichischen Erdölförderung bildet und ein Erdölmuseum beherbergt.

## Geschichte
Die Erdöl Straße gehört seit dem 1. Jänner 1950 zum Netz der Bundesstraßen in Österreich.

## Straße ohne Vorrang
Als einer der letzten Abschnitte im ehemaligen österreichischen Bundesstraßennetz verläuft die B48 ausschließlich im Ortsgebiet von Dobermannsdorf als eine Straße ohne Vorrang. In ihrem sonstigen Verlauf von Bullendorf bis an die Staatsgrenze ist die B 48 als eine Straße mit Vorrang ausgeschildert.

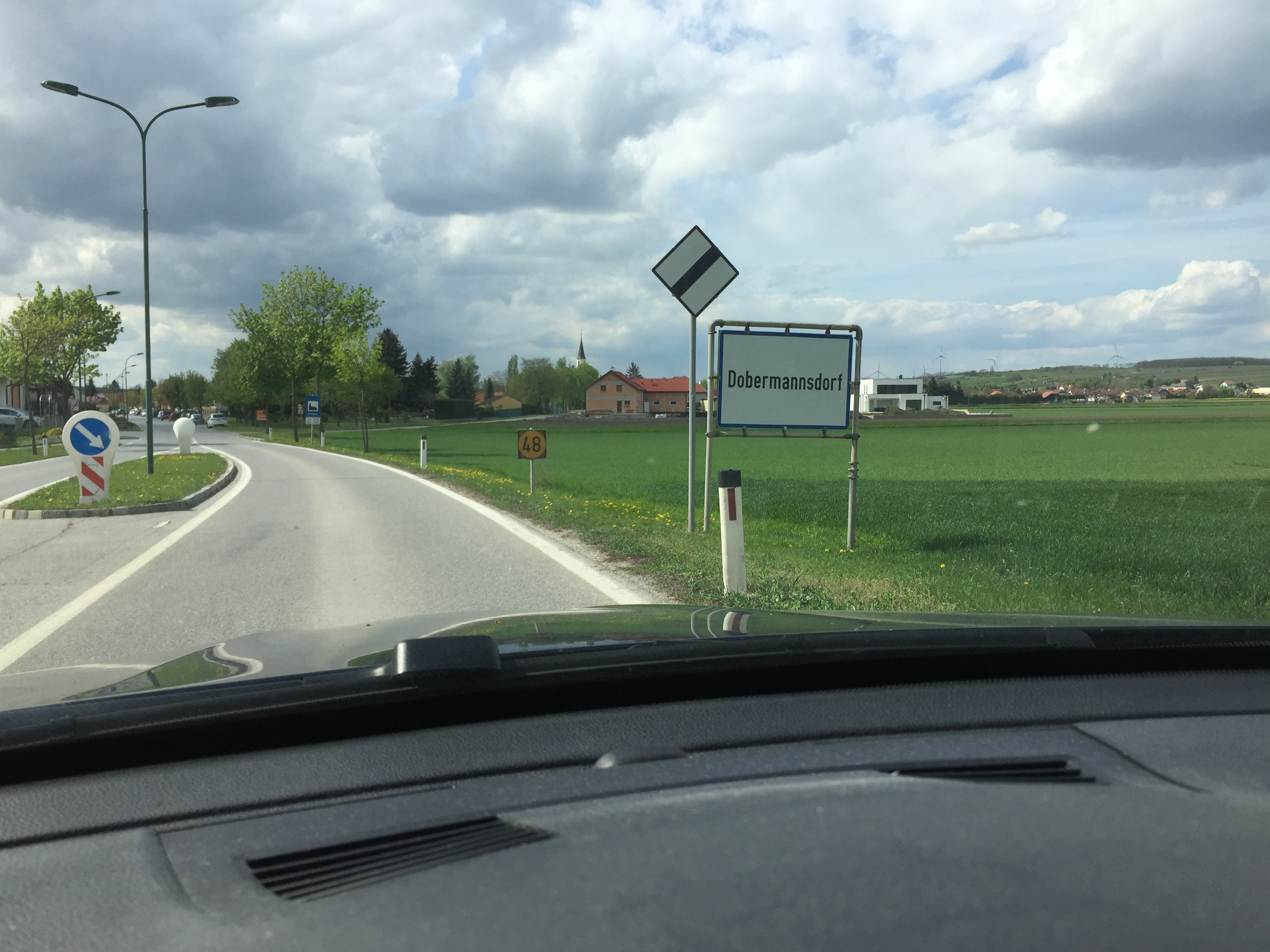
B 48 als Straße ohne Vorrang in Dobermannsdorf